# Rexin (Adelsgeschlecht)

Wappen derer von Rexin

Rexin ist der Name eines erloschenen pommerschen, später preußischen Adelsgeschlechts.

## Geschichte
Die Rexin waren pommerellischer Uradel mit gleichnamigem Stammhause im Lande Lauenburg. Mit Sulezlaf van Rekczin wurde die Familie am 14. August 1341 zuerst urkundlich genannt. Die Stammreihe beginnt mit Jürgen von Rexin, 1482 auf Gluschen, Grapitz und Rowen.
Der polnische Generalleutnant Michael Ernst von Rexin (1696–1768) hatte aus den Gütern Woedtke, Saulin, Saulinke, Klein Damerkow, Groß- und Klein Schwichow, Gnewin, Gnewinke und den Vorwerken Rexinhof und Michelshof, sämtlich im Lauenburger Kreis, ein Majorat gestiftet, das am 17. August 1756 durch Friedrich den Großen bestätigt wurde.
Das Geschlecht blühte in den Linien Rexin, Schojow, Rowen, Gluschen und zuletzt blühend Grapitz.
Der preußische Geschäftsträger in Konstantinopel, Gottfried Fabian Haude (1717–1790), welcher als Karl Adolph von Rexin am 18. Januar 1755 in den preußischen Adelstand erhoben wurde, stand in keinem bekannten Zusammenhang mit der artikelgenständigen Familie.

## Wappen
In Blau ein gold-gekrönter roter Fischgreif mit silbernen Störschwänzen. Auf dem gekrönten Helm mit rot-blauen Decken drei silberne (auch goldene) Sterne.
Die Rexin waren Wappengenossen der Swenzonen, Puttkamer, Gork und Paulsdorff.

## Angehörige
- Alexander von Rexin (1821–1914), preußischer Gutsbesitzer und Politiker
- Michael Ernst von Rexin (1696–1768), polnischer Generalleutnant und Starost von Marienburg
- Michał Ludwik Rexin († 1768), polnischer Generalleutnant